# Emarginachelys
†Emarginachelys – rodzaj wymarłego żółwia skrytoszyjnego o niepewnej pozycji filogenetycznej. Gatunkiem typowym jest †Emarginachelys cretacea, którego holotyp – prawie kompletny szkielet – odkryto w późnokredowych (mastrycht) osadach formacji Hell Creek w Montanie. Autor jego opisu, Kenneth N. Whetstone, zaliczył gatunek do rodziny Chelydridae; jeśli jego przynależność do tej rodziny potwierdziłaby się, E. cretacea byłby najwcześniejszym znanym żółwiem skorpuchowatym. Knauss i współpracownicy (2011) uznali, że Whetstone prawidłowo sklasyfikował E. cretacea; według nich budowa szkieletu okazu holotypowego E. cretacea dowodzi, że gatunek ten był bazalnym przedstawicielem kladu obejmującego rodzinę Chelydridae i jej wymarłych krewnych, tj. Panchelydridae.
Jego przynależność do tej rodziny zakwestionowali jednak inni autorzy; Meylan i Gaffney (1989) sklasyfikowali go jako przedstawiciela kladu Trionychoidea będącego najbardziej bazalnym przedstawicielem nadrodziny Kinosternoidea. Także z analizy kladystycznej przeprowadzonej przez Joyce'a (2007) wynika, że Emarginachelys należał do Trionychoidea (ściślej był taksonem siostrzanym do nadrodziny Kinosternoidea). Również w późniejszych publikacjach Joyce (2016) oraz Joyce i Bourque (2016) zaliczyli E. cretacea do grupy Pan-Kinosternoidea (obejmującej nadrodzinę Kinosternoidea i jej wymarłych krewnych).